# Eleutherios Eleutheriou
Eleutherios Eleutheriou (in greco: Ελευθέριος Ελευθερίου; Larnaca, 12 giugno 1974) è un ex calciatore cipriota, di ruolo centrocampista.

## Carriera

### Club
Ha giocato nella massima serie cipriota con diverse squadre.

### Nazionale
Ha esordito con la nazionale cipriota nel 2000, giocando 15 partite fino al 2005.